# Квершлаг
Квершлаг (нем. Querschlag) — горизонтальная, реже наклонная, подземная горная выработка, не имеющая непосредственного выхода на земную поверхность и пройденная по вмещающим породам вкрест простирания пласта полезного ископаемого. Квершлаг предназначается для вскрытия полезного ископаемого, транспортирования грузов (самоходным, рельсовым или конвейерным транспортом), а также для передвижения людей, вентиляции, стока воды и так далее.